# La noche del hurto
 La noche del hurto es una película de Argentina filmada en Eastmancolor dirigida por Hugo Sofovich según su propio guion que se estrenó el 10 de junio de 1976 y que tuvo como actores principales a Ricardo Espalter, Ethel Rojo, Javier Portales y Mario Sánchez. Tuvo el título inicial de La noche que hicimos el hurto.

## Sinopsis
Un asalto durante el desarrollo de un desfile de modas en el hotel ubicado en un aeropuerto.

## Reparto
- Ricardo Espalter …Cacho Cuartirolo
- Ethel Rojo …Señora erótica
- Javier Portales …Cholo
- Mario Sánchez …Carmelo
- Emilio Vidal ... Tito
- Raimundo Soto …Raimundo
- Peggy Sol
- Alberto Irízar ... Juan
- Cecilia Rossetto …Juana Cuartirolo
- Betiana Blum
- Berugo Carámbula ... Detective del hotel
- Andrés Redondo
- Mauricio Morris
- Tito Mendoza
- Roberto Mosca
- Alberto Bello
- Mariana Karr ... Novia
- Zulma Grey ... Madre de la novia
- Rolo Puente ... Jorge
- Adriana Parets
- Santiago Gómez Cou ... Gerente del hotel
- Juan Díaz ... Amigo de Tito
- Jacques Arndt ... Dueño de la joyería
- Enzo Bai
- Elda Basile
- Carlos Rotundo ... Julio (novio)
- Miguel Jordán ... Presentador del desfile
- María Noel ... Cristina
- Nina Marqui
- Ricardo Jordán
- Susana Quinteros
- Eduardo Ayala
- Joaquín Piñón ... Rosales
- Luis Capdevila
- Carlos Sinópolis
- Aldo Mayo
- Romerito
- Osvaldo De Marco
- Roberto Carnaghi ... Mozo del hotel
- Osvaldo Capiaggi
- Berugo Carámbula
- Enrique Nóbili
- Susana Gilart
- Miguel Narciso Brusse
- Liliana Cozzi
- Raúl Fraire
- Antonio Luisi
- Armando Parente
- Horacio Heredia ... Lucho
- Lelio Lesser
- Cristina Quinteros
- María Amelia Ramírez
- Pata Villanueva
- Vana Nissen
- Leonor Guggini
- Georgina Valente
- Liliana Basilico
- Zulema Lagos
- Ana Massa
- Beba Lorena
- Cecilia Rossetto

## Comentarios
La Prensa escribió:

”Se advierte la labor de una diligente censura en algunas secuencias, cuando no fueron eliminadas por completo, a juzgar por figuras mencionadas en el reparto que no aparecen en elfilm.”

La Nación opinó:

”La nota festiva, el gag o chiste de situación y el alegre desenfado son las notas dominantes.”

Clarín dijo:

”Hugo Sofovich hace su debut como realizador…su opera prima lo muestra dueño de una evidente soltura en el desarrollo de la acción.”